# Fritflugor
Fritflugor (Chloropidae) är en familj av små flugor med omkring 2 000 arter världen över. De flesta arter har en larvutveckling som är knuten till gräs eller halvgräs, även om det också finns några arter som har larver som lever på svamp eller ruttnande organiskt material. Det finns även några arter i familjen som har larver som är predatorer eller parasiter. Som imago är de flesta fritflugor antingen svarta eller färgade i gult och svart.
För människan har fritflugor betydelse i ekonomisk mening främst som skadeinsekter på sädesslag men även på majs, speciellt den vanliga fritflugan (Oscinella frit L., synonym Oscinis frit) vars larver angriper plantornas skott och orsakar galler och missväxt (slösäd). Av denna anledning kallas denna insekt dialektalt slökornsfluga.

## Not
1. ↑  Ernst Rietz: Svenskt Dialektlexikon, Gleerups, Lund 1862–1867, faksimilutgåva Malmö 1962